# Gruzínská ragbyová reprezentace

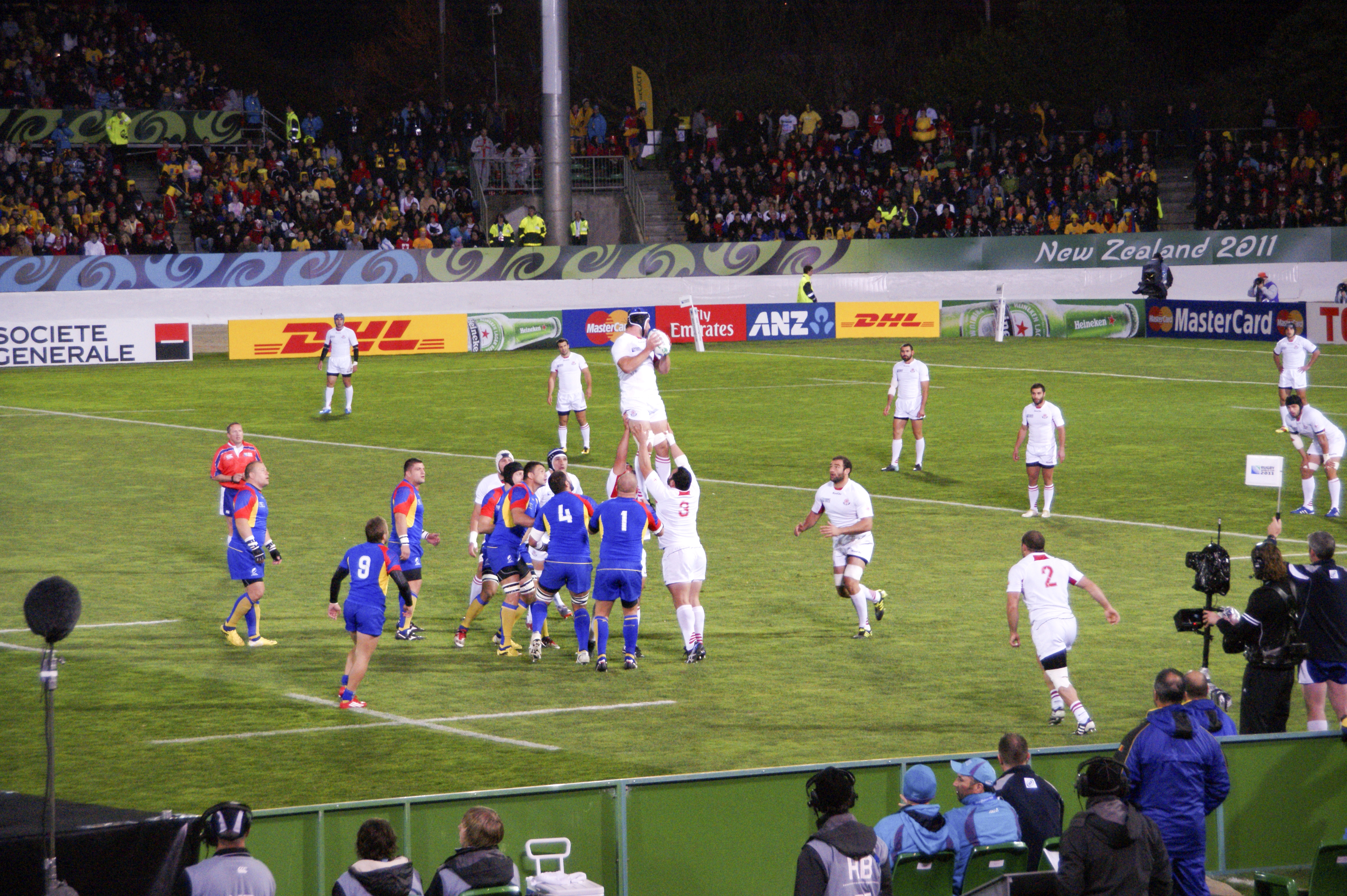
Zápas Gruzie (bílé dresy) proti Rumunsku na MS 2011

Gruzínská ragbyová reprezentace reprezentuje Gruzii na turnajích v ragby union. Gruzie je od roku 2003 pravidelným účastníkem na mistrovství světa v ragby. Jejich největším úspěchem na MS je třetí místo v základní skupině na MS 2015. Je pravidelně vítězem 2. nejlepší evropské soutěže Championship. Six Nations si zatím nezahráli, protože je to nesestupová uzavřena soutěž. K 23.10.2023 byli na 14.místě ve světovém ragbyovém žebříčku.

## Historie
První zápas odehrála Gruzie v Kutaisi 12. září 1989 proti Zimbabwe a vyhrála 16:3.

## Mistrovství světa
| Rok  | Dějiště finálového zápasu | Umístění                       |
| ---- | ------------------------- | ------------------------------ |
| 1987 | Nový Zéland               | nezúčastnili se (součást SSSR) |
| 1991 | Anglie                    | nezúčastnili se (součást SSSR) |
| 1995 | Jižní Afrika              | nekvalifikovali se             |
| 1999 | Wales                     | nekvalifikovali se             |
| 2003 | Austrálie                 | základní skupina               |
| 2007 | Francie                   | základní skupina               |
| 2011 | Nový Zéland               | základní skupina               |
| 2015 | Anglie                    | základní skupina               |
| 2019 | Japonsko                  | základní skupina               |
| 2023 | Francie                   | základní skupina               |